# غریزه اصلی ۲
غریزه اصلی ۲ (به انگلیسی: Basic Instinct 2) که همچنین با عنوان غریزه اصلی ۲: اعتیاد به خطر شناخته می‌شود، یک فیلم درام، دلهره‌آور و جنایی محصول سال ۲۰۰۶ و به کارگردانی مایکل کاتن-جونز و نویسندگی لئورا باریش و هنری بین است، که دنباله‌ای بر فیلم غریزه اصلی در سال ۱۹۹۲ به‌شمار می‌رود. در این فیلم بازیگرانی همچون شارون استون در نقش کاترین ترمل، دیوید موریسی، شارلوت رمپلینگ، دیوید تیولیس، هیو دنسی و ایندیرا وارما ایفای نقش می‌کنند. غریزه اصلی ۲ محصول مشترک بین‌المللی سینماهای آلمان، بریتانیا، آمریکا و اسپانیا است.

## داستان
این فیلم داستان‌نویس و مظنون به قاتل زنجیره‌ای کاترین ترامل را دنبال می‌کند که بار دیگر با مقامات این بار در لندن دچار مشکل شده‌است. اکنون اسکاتلند یارد (سرویس پلیس متروپولیتن لندن) روان‌پزشک دکتر مایکل گلس را برای ارزیابی او منصوب می‌کند. مانند کارآگاه نیک کورن در فیلم اول، دکتر گلس قربانی دستکاری روانی ترامل می‌شود.

## تولید
بعد از چندین سال در برزخ توسعه، سرانجام فیلم دنباله‌دار از آوریل تا اوت ۲۰۰۵ در لندن فیلمبرداری شد و در ۳۱ مارس ۲۰۰۶ اکران شد. پس از کاهش‌های متعدد، با درجه R برای «جنسیت قوی، برهنگی، خشونت» منتشر شد. برخلاف فیلم قبلی، این فیلم نقدهای بسیار منفی دریافت کرد و در باکس آفیس ضعیف عمل کرد.

## بازخوردها
در وب‌سایت جمع‌آوری نقد راتن تومیتوز ۶ درصد از نظرات ۱۵۴ منتقد با میانگین امتیاز ۳٫۳ از ۱۰ مثبت هستند. اجماع این وب‌سایت می‌گوید: «غریزه اصلی ۲ نمی‌تواند با تعلیق و تیتراژ نسخه قبلی خود مطابقت داشته باشد، طرحی به‌قدری مضحک و قابل پیش‌بینی دارد.» در متاکریتیک که از میانگین وزنی استفاده می‌کند، بر اساس ۳۳ منتقد، امتیاز ۲۶ از ۱۰۰ را به این فیلم اختصاص داد که نشان دهنده «بررسی‌های عموماً نامطلوب» است.

## دنباله لغو شده
برنامه‌های برای ساخت فیلم سوم وجود داشت. اما به دلیل استقبال ضعیف از فیلم در گیشه لغو شد، اما در آوریل ۲۰۰۶، استون گفت که علاقه‌مند به بازی در قسمت سوم است.